# Letnia Uniwersjada 2007
Letnia Uniwersjada 2007 - odbyła się w dniach 8 - 18 sierpnia w Bangkoku w Tajlandii

## Wybór
O organizację Uniwersjady w 2007 roku (oprócz Bangkoku) ubiegały się:
- Kaohsiung
- Poznań
- Monterrey

## Dyscypliny

### Sporty główne
| - Gimnastyka - Judo - Koszykówka - Lekkoatletyka | - Piłka nożna - Piłka siatkowa - Piłka wodna - Pływanie | - Szermierka - Tenis - Tenis stołowy - Skoki do wody |

### Sporty zmienne
| - Golf - Strzelectwo | - Taekwondo - Softball | - Badminton |

## Lista państw uczestniczących
| Afryka                                                                                                  | Afryka                                                                                           | Afryka                                                                                     | Afryka                                                                           |
| --- | ------------------------------------------------------------------------------------------------ | ------------------------------------------------------------------------------------------ | -------------------------------------------------------------------------------- |
| - Algieria - Kamerun                                                                                    | - Egipt - Kenia                                                                                  | - Maroko - Mozambik                                                                        | - RPA - Uganda                                                                   |
| Ameryki                                                                                                 |                                                                                                  |                                                                                            |                                                                                  |
| - Argentyna - Brazylia                                                                                  | - Kanada - Kuba                                                                                  | - Meksyk - Portoryko                                                                       | - Stany Zjednoczone                                                              |
| Azja |                                                                                                  |                                                                                            |                                                                                  |
| - Azerbejdżan - Chiny - Japonia - Kazachstan                                                            | - Korea Południowa - Indonezja - Indie - Iran                                                    | - Malezja - Mongolia - Filipiny - Korea Północna                                           | - Tajlandia - Chińskie Tajpej - Uzbekistan - Wietnam                             |
| Europa                                                                                                  |                                                                                                  |                                                                                            |                                                                                  |
| - Armenia - Austria - Belgia - Białoruś - Bośnia i Hercegowina - Chorwacja - Cypr - Hiszpania - Estonia | - Finlandia - Francja - Wielka Brytania - Gruzja - Niemcy - Grecja - Węgry - Irlandia - Bułgaria | - Izrael - Włochy - Litwa - Łotwa - Mołdawia - Czarnogóra - Holandia - Polska - Portugalia | - Rumunia - Rosja - Słowenia - Serbia - Szwajcaria - Słowacja - Turcja - Ukraina |
| Oceania                                                                                                 |                                                                                                  |                                                                                            |                                                                                  |
| - Australia                                                                                             | - Nowa Zelandia                                                                                  |                                                                                            |                                                                                  |

## Terminarz
| ● | Ceremonia otwarcia | ● | Eliminacje | ● | Finały | ● | Ceremonia zamknięcia |

|                        | Data  | Data  | Data  | Data  | Data  | Data  | Data  | Data  | Data  | Data  | Data  | Data  |
| Sport                  | 07.08 | 08.08 | 09.08 | 10.08 | 11.08 | 12.08 | 13.08 | 14.08 | 15.08 | 16.08 | 17.08 | 19.08 |
| ---------------------- | ----- | ----- | ----- | ----- | ----- | ----- | ----- | ----- | ----- | ----- | ----- | ----- |
| Ceremonie              |       | ●     |       |       |       |       |       |       |       |       |       | ●     |
| Gimnastyka sportowa    |       |       | ●     | ●     | ●     | ●     |       |       |       |       |       |       |
| Lekkoatletyka          |       |       | ●     | ●     | ●     | ●     | ●     | ●     |       |       |       |       |
| Badminton              |       |       | ●     | ●     | ●     | ●     | ●     | ●     | ●     |       |       |       |
| Koszykówka             | ●     | ●     | ●     | ●     |       | ●     | ●     | ●     | ●     | ●     | ●     | ●     |
| Skoki do wody          |       |       |       |       |       |       | ●     | ●     | ●     | ●     | ●     | ●     |
| Szermierka             |       |       |       |       | ●     | ●     | ●     | ●     | ●     | ●     |       |       |
| Piłka nożna            | ●     |       | ●     |       | ●     |       | ●     |       | ●     |       | ●     |       |
| Golf                   |       |       |       |       |       |       |       | ●     | ●     | ●     | ●     |       |
| Judo                   |       |       |       |       |       |       | ●     | ●     | ●     | ●     | ●     |       |
| Gimnastyka artystyczna |       |       |       |       |       |       |       |       | ●     | ●     | ●     |       |
| Strzelectwo            |       |       |       | ●     | ●     | ●     | ●     |       |       |       |       |       |
| Softball               |       |       |       |       | ●     | ●     | ●     |       | ●     | ●     | ●     |       |
| pływanie               |       |       | ●     | ●     | ●     | ●     | ●     | ●     |       |       |       |       |
| Tenis stołowy          |       |       |       | ●     | ●     | ●     | ●     | ●     | ●     | ●     |       |       |
| Taekwondo              |       |       | ●     | ●     | ●     | ●     | ●     |       |       |       |       |       |
| Tenis                  |       |       | ●     | ●     | ●     | ●     | ●     | ●     | ●     | ●     |       |       |
| Siatkówka              |       |       | ●     | ●     | ●     | ●     | ●     | ●     | ●     | ●     | ●     | ●     |
| Piłka wodna            |       |       |       | ●     | ●     | ●     |       | ●     | ●     | ●     | ●     |       |

## Polska

### Medale

#### Złoto
- Witold Bańka, Piotr Klimczak, Piotr Kędzia, Daniel Dąbrowski – lekkoatletyka, sztafeta 4 × 400 metrów, 3:02,05
- Drużyna siatkarek (Mariola Wojtowicz, Joanna Staniucha-Szczurek, Aleksandra Liniarska, Anita Chojnacka, Dominika Koczorowska, Magdalena Godos, Katarzyna Wysocka, Dorota Ściurka, Berenika Tomsia, Monika Naczk, Dominika Kuczyńska, Marta Haładyn)

#### Srebro
- Piotr Klimczak – lekkoatletyka, bieg na 400 metrów, 46,06
- Igor Janik – lekkoatletyka, rzut oszczepem, 82,28
- Adam Gładyszewski – strzelectwo, karabinek sportowy, 50 m w pozycji leżąc
- Łukasz Czapla – strzelectwo broń pneumatyczna w konkurencji ruchoma tarcza mix 10 m
- Łukasz Czapla – strzelectwo ruchoma tarcza 10 m 30+30 przebiegi mieszane

#### Brąz
- Drużyna koszykarek (Joanna Zalesiak, Magdalena Gawrońska, Katarzyna Czubak, Anna Pamuła, Justyna Podziemska, Katarzyna Krężel, Magda Bibrzycka, Justyna Żurowska, Małgorzata Babicka, Izabela Piekarska, Marta Jujka, Karolina Piotrkiewicz)
- Sylwia Ejdys – lekkoatletyka, bieg na 1500 metrów, 4:11,51
- Magdalena Sobieszek – lekkoatletyka, pchnięcie kulą, 16,88
- Urszula Jasińska – lekkoatletyka, rzut oszczepem, 60,63
- Łukasz Wójt, pływanie, 200 m stylem zmiennym, 2:00,32
- Agnieszka Staroń – strzelectwo, karabin sportowy, 50 m trzy postawy
- Piotr Daniluk – strzelectwo, pistolet szybkostrzelny na dystansie 25 m
- Iwona Machałek – judo, 52 kg
- Małgorzata Bereza – szermierka, szpada ind.

## Tabela medalowa
| Czołówka klasyfikacji medalowej |                   |    |    |    |    |
| Lp.                             | Państwo           |    |    |    |    |
| 1.                              | Chiny             | 32 | 29 | 26 | 87 |
| 2.                              | Rosja             | 28 | 27 | 37 | 92 |
| 3.                              | Ukraina           | 28 | 20 | 18 | 66 |
| 4.                              | Japonia           | 19 | 15 | 22 | 56 |
| 5.                              | Korea Południowa  | 15 | 18 | 18 | 51 |
| 6.                              | Tajlandia         | 13 | 7  | 9  | 29 |
| 7.                              | Niemcy            | 11 | 5  | 9  | 25 |
| 8.                              | Stany Zjednoczone | 10 | 10 | 14 | 34 |
| 9.                              | Chińskie Tajpej   | 7  | 9  | 12 | 28 |
| 10.                             | Włochy            | 6  | 6  | 9  | 21 |